# 국제정치이론

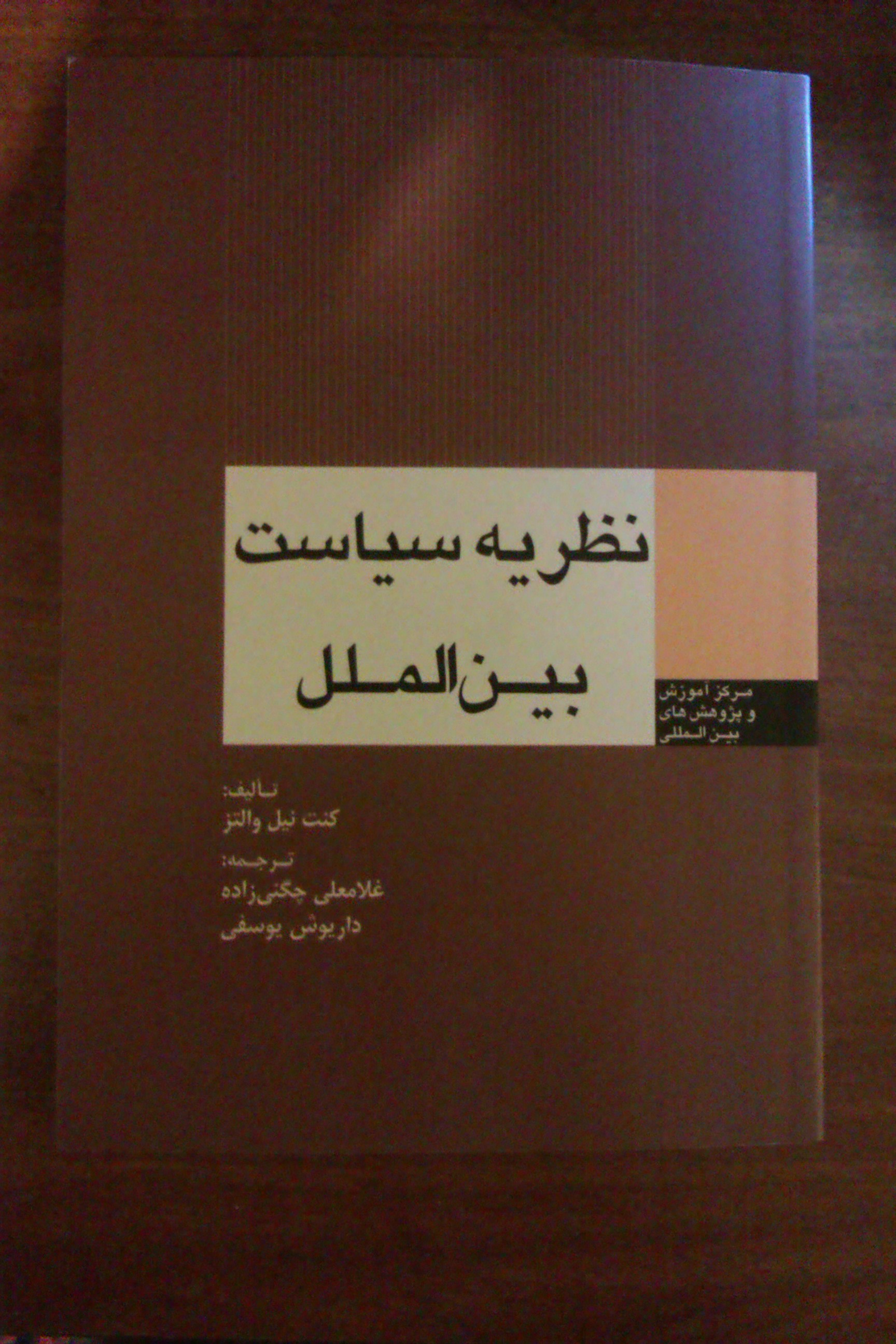
《국제정치이론》의 페르시아어판 표지

《국제정치이론》(國際政治理論 영어: Theory of International Politics)은 미국의 정치학자인 케네스 왈츠가 1979년에 출간한 국제 관계 이론에 관한 책으로서 국제 관계의 신현실주의라는 새로운 이론을 제시하고 있다.
케네스 왈츠는 신고전파 경제학의 영향에 따른 국제 정치 체제의 근본적인 '질서주의'(88쪽)는 무정부 상태라고 주장하였는데 이는 오직 변화에 따라 구별되는 '포괄적이고 종속적인 관계'(88쪽)가 결여된 '기능적으로 구분되지 않은'(97쪽) 개별적인 국가 행위자들이 존재하는 상황임을 정의했다. 이 책은 국제 관계에서 가장 영향력 있는 책으로서 근본적인 분별력 있는 변화를 일으키고 무정부주의의 개념을 전면에 내세웠다.